# Аренда
Аре́нда (лат. arrendare — отдавать внаём) — форма имущественного договора, при которой собственность передаётся во временное владение и пользование (или только во временное пользование) арендатору за арендную плату другому собственнику.
Например, в сельском хозяйстве и добывающих отраслях оплачивается временное пользование землёй или недрами. Включает земельную ренту, амортизацию процента за пользование материальными активами. Плоды, продукция и доходы, полученные арендатором в результате использования арендованного имущества в соответствии с договором, являются его собственностью. На юге и западе России в имперский период (нынешние Польша, Литва, Белоруссия, Украина), в разговорной речи к заведению типа «корчма» также применяли слово аренда.
В России аренда регулируется Гражданским кодексом. Существует также специальное регулирование для отдельных видов аренды и отдельных видов имущества.

## Объект аренды
Объектом аренды признаются движимые и недвижимые вещи, в том числе: земельные участки, предприятия, здания, сооружения, оборудование, транспортные средства и другие вещи, не теряющие своих натуральных свойств в процессе их использования (такие вещи называются непотребляемыми). Договор аренды должен чётко определить конкретное имущество, сдаваемое в аренду, то есть данные, позволяющие индивидуализировать объект аренды, должны быть непосредственно указаны в договоре.
В зарубежном праве допускается аренда не только вещей, но и прав, представляющих имущественную ценность, а также ценных бумаг (в частности акций) и даже паёв торговых товариществ.

## Договор аренды

### Форма договора
Договор аренды является возмездным, взаимным и консенсуальным. В Российской Федерации он должен быть заключён в письменной форме, если он заключён на срок более одного года и если хотя бы одной из сторон договора является юридическое лицо, независимо от срока договора. Договор аренды недвижимого имущества на срок более одного года подлежит государственной регистрации (регистрация договора осуществляется в соответствующем территориальном органе Федеральной регистрационной службы).

### Стороны договора
- Арендодатель (лессор) — физическое или юридическое лицо, которое предоставляет имущество арендатору за плату во временное пользование и владение. Сдавать в аренду имущество может только его собственник или лицо, уполномоченное на это собственником либо законом.
- Арендатор (лесси, посессор, рентер, тенант) — физическое или юридическое лицо, заключившее договор аренды и оплачивающее пользование и владение или пользование предоставленным имуществом арендодателю. К арендатору гражданское законодательство не предусматривает каких-либо требований и ограничений (за исключением гражданской дееспособности, как и к иным субъектам гражданско-правовых отношений).

### Сроки договора
По законам РФ срок договора аренды устанавливается соглашением сторон и фиксируется в договоре. Если же срок в договоре не определён, то такой договор считается заключённым на неопределённый срок. Такой случай позволяет сторонам договора в любое время отказаться от его исполнения, но заранее предупредив об этом другую сторону
за один месяц, а при аренде недвижимого имущества за три месяца.
- Бессрочный: срок договора не определён соглашением сторон.
- Долгосрочный: 5-49 лет.
- Среднесрочный: 1-5 лет.
- Краткосрочный: до 1 года.

## Виды аренды
В соответствии с законодательством аренда может различаться по видам: собственно аренда, субаренда, наём, поднаём и так далее. Также в российском законодательстве отдельно оговариваются особенности аренды для различных видов движимого и недвижимого имущества: прокат движимого имущества, аренда транспортных средств, аренда земли, аренда зданий и сооружений, аренда предприятий, финансовая аренда (лизинг).

### Аренда земли
Аренда земли является формой землепользования, когда собственник земли сдаёт свой земельный участок в аренду за вознаграждение другому лицу на определённый срок для ведения хозяйства. Аренда земли появилась с возникновением частной земельной собственности ещё при рабовладельческом строе, получила развитие при капитализме. Аренда земли была распространена в дореволюционной России, а в СССР она была запрещена. В современном российском законодательстве аренда земельных участков регулируется Земельным кодексом.

### Аренда транспортных средств
Один из видов арендных отношений, объектом которых выступают транспортные средства.

### Лизинг
Лизинг, иначе финансовая аренда, представляет собой комплекс имущественных отношений, которые характеризуются тем, что арендодатель обязан приобрести в собственность указанное арендатором имущество у определённого им продавца и предоставить арендатору это имущество за плату во временное владение и пользование для предпринимательских целей. Экономическое содержание лизинговой сделки может отличаться от её формализации в нормативных документах российского гражданского права.

### Аренда с последующим выкупом
Отличается от лизинга тем, что арендодатель не покупает имущество специально для арендатора, а также тем, что для заключения сделки достаточно двух сторон.

### Субаренда
Субаренда — передача арендатором арендованного имущества полностью или частично в аренду третьему лицу, при которой арендатор становится арендодателем по отношению к этому лицу, выступающему в роли арендатора.

### Аренда нематериальных активов
Аренда нематериальных активов — аренда любых нематериальных активов (прав интеллектуальной собственности, программ, торговой марки), подразумевающая право передачи прав использования или распространения данного актива.